# Dubai Desert Rock Festival
Il Dubai Desert Rock Festival o DDRF è un evento che si svolge a Dubai negli Emirati Arabi Uniti. Oltre a concerti di importanti gruppi rock è possibile fare sport estremi. Il DDRF si è svolto 2004 al 2006 in unica data e dal 2007 si svolge in due date. È l'unico festival di questo genere in tutto il Medio Oriente.

## Scalette delle varie edizioni
I gruppi sono ordinati sulla base effettiva delle esibizioni a prescindere da ogni informazione divulgata prima dell'inizio del concerto.

### 2004
| The Rasmus Juliana Down |

Nella prima edizione sono stati venduti 10.000 biglietti ma i partecipanti saranno solo 3.500 a causa dell'annullamento, due giorni prima del festival, dell'esibizione dei Limp Bizkit il cui frontman, Fred Durst non si sentiva sicuro.

### 2005
| The Darkness Machine Head Within Temptation Sepultura Juliana Down Nervecell |

Nella giornata di concerti erano presenti 6.000 persone.

### 2006
| Megadeth 3 Doors Down Reel Big Fish Testament Mannikind |

Il concerto dei Saxon fu annullato perché il testo della loro canzone Crusader andava contro il codice morale degli Emirati Arabi Uniti e alla band non fu permesso partecipare al festival. I cancelli furono aperti alle 15, e i Megadeth chiusero il cencerto verso le 24.

### 2007
| 9 marzo                                                                                           | 10 marzo                                                     |
| ------------------------------------------------------------------------------------------------- | ------------------------------------------------------------ |
| Iron Maiden Prodigy Stone Sour In Flames Mastodon Children of Bodom Lauren Harris Junkyard Groove | Robert Plant Incubus The Bravery Prime Circle Jukyard Groove |

Per le due giornate sono state venduti in totale 19.000 biglietti.

### 2008
| 7 marzo                                                                                 | 8 marzo                                                                     |
| --------------------------------------------------------------------------------------- | --------------------------------------------------------------------------- |
| Korn Machine Head Killswitch Engage As I Lay Dying Nervecell Slapshock The Gaalej Gurus | Muse Velvet Revolver Marky Ramone Juliana Down Spoon Fedas The Gaalej Gurus |

### 2009
| 6 marzo                                                                      |
| ---------------------------------------------------------------------------- |
| Motörhead Arch Enemy Opeth Chimaira August Burns Red Nevercell Scarab Hatred |

### 2010
Nel febbraio 2010, gli organizzatori del Dubai Desert Rock Festival (la Center Stage Management) hanno annunciato che non avrebbero più organizzato il festival per via di cambiamenti degli obiettivi della società.
Il Consigliere Delegato della CSM, ha spiegato che "questa decisione non è stata presa molto facilmente ma dopo lunghe riflessioni con i miei colleghi e solo nell'interesse della mia società. Questo segna l'inizio di una nuova era per la CSM, una società internazionale ma a misura d'uomo specializzata in organizzazione di eventi internazionali, che io ho scelto di far crescere oltre i confini degli Emirati Arabi. Ci siamo focalizzati solo sul Medio Oriente negli ultimi 10 anni, il che ha consentito alla CSM di costruirsi un nome credibile e rispettabile; ora è tempo di arrivare ad un altro livello. Siamo sempre stati orgogliosi nel produrre eventi al "top" e questo grazie alla professionalità sviluppata giorno dopo giorno dalla mia azienda, ci focalizzeremo sui nostri progetti internazionali e sul management di artisti internazionali fino a nuove comunicazioni".